# Ludwig Ernst Huhn
Ludwig Ernst Huhn (* 5. August 1856 in Pegau; † 11. Januar 1933 in Gera) war ein parteiloser Politiker und von 1898 bis 1918 Oberbürgermeister der Stadt Gera.

## Leben
Ernst Huhn studierte Staats- und Rechtswissenschaften und schloss das Studium mit der Promotion zu Dr. jur. ab. Danach war er im Justizdienst und als Rechtsanwalt tätig. 1880 trat er in den Staatsdienst ein und absolvierte von 1882 bis 1887 seine Referendarzeit in Pulsnitz und Chemnitz. Vom 5. Mai 1887 an war er Stadtrat, später Bürgermeister von Zwickau.
Am 29. Oktober 1898 wurde Dr. Huhn vom Gemeinderat zum Oberbürgermeister der Stadt Gera gewählt, am 8. November 1909 zum Geheimen Regierungsrat ernannt und am 19. September 1916 von den Gemeinderatsmitgliedern mit 19 von 25 möglichen Stimmen zum Oberbürgermeister auf Lebenszeit gewählt. Ungeachtet dessen wurde er am 11. November 1918 durch den Arbeiter- und Soldatenrat von seinem Amt als Oberbürgermeister entbunden und kurze Zeit später vom Gemeinderat in den Ruhestand verabschiedet.
Vom 9. Februar 1903 bis zum 28. September 1907 und vom 27. Oktober 1907 bis zum 29. September 1910 war er Mitglied im Landtag Reuß jüngerer Linie.